# Eptoso
Un eptoso è un monosaccaride con sette atomi di carbonio.
Gli aldosi appartenenti a questo gruppo sono gli aldoeptosi, mentre i chetosi rappresentano i chetoeptosi.
In natura esistono pochi esempi di tali monosaccaridi C7, tra i quali si possono citare:
- D-Sedoeptulosio, che compare come sedoeptulosio-7-fosfato nella via dei pentoso fosfati[1] e contribuisce significativamente alla rigenerazione del D-ribulosio nel ciclo di Calvin.
- D-Mannoeptulosio, presente nel frutto di avocado e con proprietà inibitorie della esochinasi. È in grado di provocare una diminuzione della secrezione di insulina, impedendo così un calo troppo rapido del livello di zucchero nel sangue.[2]
- D-Taloeptulosio, che può essere estratto dal frutto di avocado.[3]
- D-Alloeptulosio, che può essere ottenuto dalla pianta di avocado.[3]

Inoltre gli eptosi rappresentano alcuni dei componenti dei lipopolisaccaridi.

## Struttura dei principali aldoeptosi

Glucoeptosio
Mannoeptosio

## Struttura dei principali chetoeptosi

Sedoeptulosio
Mannoeptulosio
Taloeptulosio
Alloeptulosio